# Rudolf Švaříček
Rudolf Švaříček (* 19. ledna 1962) je český cestovatel, fotograf, spisovatel a horolezec, zakladatel a jednatel cestovní kanceláře Livingstone. Je členem Skautu.

## Život
Vystudoval ekonomii a řízení výroby na Vysokém učení technickém v Brně.
V roce 1995 založil společně s Jitkou Popelkovou CK Livingstone.
Založil přehlídku Go kamera a festival Kolem světa.
Absolvoval několik cestovatelských expedic: Polar (1989), Marco Polo (1990–1991, napříč Asií), Hedvábná stezka (1992–1993, rok a půl asijskými státy), Živá Afrika (1994, napříč Afrikou v modulu Tatry). Věnuje se hlavně oblastem izolovaných etnik. Jeho doménou je Indonésie a ostrov Nová Guinea a oblast Himálaje. Absolvoval ojedinělé horské výstupy (český prvovýstup na nejvyšší horu Indonésie Puncak Jaya). Píše knihy, spolupracuje s televizemi, moderuje a pořádá výstavy. Moderuje pořad Cestovatelské středy v Národním muzeu.

## Výstavy
V roce 2001 byla činnost cestovní kanceláře Livingstone doplněna o přípravu výstav, jejichž hlavním autorem je právě Rudolf Švaříček. Je autorem výstav Afrika, Šangri-la (později Magický Himálaj) či Tajemná Indonésie.

### Tajemná Indonésie
Výstavu mohli návštěvníci prvně spatřit v roce 2002 v pražském Národním muzeu. Od té a od té doby byla k vidění v různých městech a institucích Česka i Slovenska. Do roku 2020 ji v součtu zhlédlo ji na tři čtvrtě milionu návštěvníků.
- Český Krumlov – zámek, 2003
- Brno – Palác šlechtičen, 2004
- Karlovy Vary – Lázně, 2005
- Plzeň – Západočeské muzeum, 2005
- Křivoklát – hrad, 2005
- Bratislava – Slovenské národní muzeum, 2006
- Kroměříž – zahrady, 2007
- Zlín – Baťův areál, 2007
- Lednice – zámek, 2007–2011
- Valtice – zámek, 2012–2015
- České Budějovice – Jihočeské muzeum v Českých Budějovicích, 2016[11]
- Ostrava – 2017
- Olomouc – Flora Olomouc, 2018
- Brno – Palác šlechtičen, 2019
- Liberec – Centrum Babylon, 2020–2022
- Praha – OC Palladium, 2023–2024[12]

Na zámku Lednice se od 1. února 2008 do 30. září 2011 uskutečnila dvojvýstava Tajemná Indonésie – Magický Himálaj.

### Magický Himálaj
Postupně na různých místech probíhá také výstava Šangri-la/Magický Himálaj. Premiéra se uskutečnila v roce 2009.
- Bratislava – Národní Muzeum a Stará tržnice, 2009–2010
- Brno – Olympia Show Hall, 2010–2011
- Zlín – zámek, 2011–2012
- Ostrava – Černá louka, 2012–2013
- Olomouc – 2013–2014
- Plzeň – Západočeské muzeum v Plzni, 2014–2015
- České Budějovice – Jihočeské muzeum v Českých Budějovicích, 2015–2016[15]
- Brno – Technické muzeum v Brně, 2017[14][16]
- Hradec Králové – Muzeum východních Čech v Hradci Králové, od 7. března 2025 do 25. října 2026[17]

## Knihy
- Africký deník (1995)
- Třetí Everest (2007) – spoluautor s Pavlem Bémem
- Past na rovníku (2008)
- Tamtamy času: Nová Guinea – svět, o kterém jste si mysleli, že už neexistuje (2009)
- Šangri-la (2010)[18]

Podle Švaříčkovy předlohy byl v roce 2005 natočen dokumentární film Kamera na cestách: Pururambo – prales, kde se zastavil čas.